# Renju

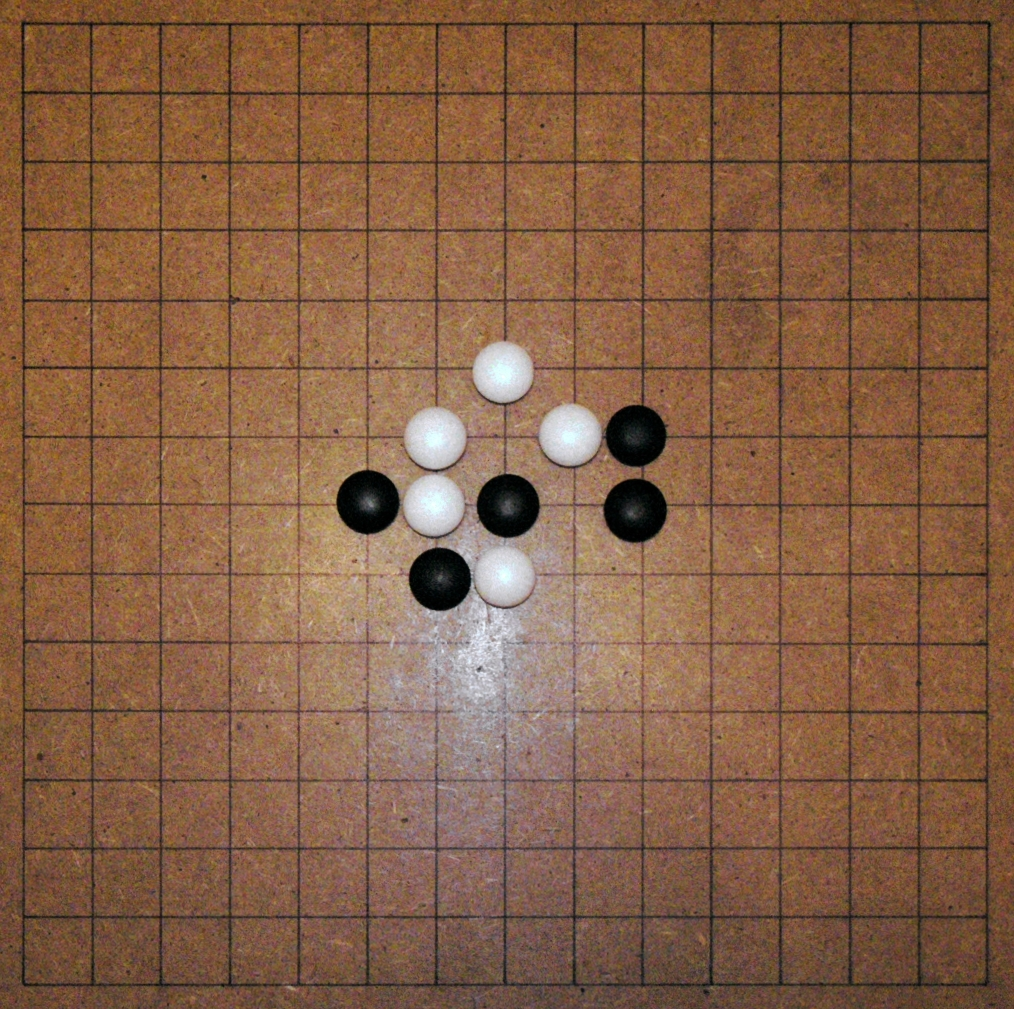
Spielsituation bei Renju

Renju (japanisch 連珠 oder 聯珠, etwa „Aufreihen von Perlen“) ist eine Variante des Strategiespiels Fünf in eine Reihe, bei der der Vorteil des Anziehenden kompensiert wird. Sie wird mit Go-Steinen auf einem 15 × 15 Schnittpunkte großen Brett gespielt.

## Regeln

### Gewinn
- Schwarz (der Anziehende) gewinnt, indem er fünf Steine in eine Reihe setzt.
- Weiß gewinnt durch fünf Steine in einer Reihe oder dadurch, dass Schwarz einen verbotenen Zug macht.

### Eröffnung
Für die Eröffnung ist folgender Ablauf vorgeschrieben:
1. Der erste Spieler setzt zwei schwarze und einen weißen Stein auf einen Schnittpunkt.
2. Der zweite Spieler wählt nun die Farbe Schwarz oder Weiß
3. Weiß setzt einen weiteren Stein auf das Brett
4. Schwarz setzt zwei Steine auf das Brett, von denen Weiß einen wieder entfernt.
5. Weiß setzt einen Stein auf das Brett

Nach dieser Eröffnungsphase spielen Schwarz und Weiß abwechselnd je einen Stein.

### Verbotene Züge
Für Schwarz ist es verboten, so zu spielen, dass
- zwei Dreierreihen auf einmal entstehen, die nicht von weißen Steinen blockiert sind,
- zwei ununterbrochene, nicht blockierte Viererreihen auf einmal entstehen oder
- eine überlange Reihe (6 schwarze Steine oder mehr) entsteht.

## Geschichte
Ein Vorläufer des Spiels – Fünf in eine Reihe – gelangte im 8. Jahrhundert von China über Korea nach Japan. Er wurde in China Wuziqi, in Japan Gomoku narabe (五目並べ), Kakugo oder Kyogo genannt. Dieses Spiel wurde im 17. Jahrhundert zu einem beliebten Zeitvertreib und lebt noch heute in Japan als einfaches Spiel fort.
Das moderne Renju entwickelte sich ab 1899, als der Herausgeber der Tageszeitung Yorozu Chōhō, Kuroiwa Ruikō (1882–1920), der mehr unter seinem Pseudonym „Takayama Goroku“ bekannt ist, das Spiel besonders zu fördern begann. 1906 wurde die Tōkyō Renjusha (東京連珠社, „Renju-Gesellschaft Tokio“) gegründet und Spielstärken nach dem Vorbild des Go-Spiels eingeführt. Die japanischen Spieler verschärften die Regeln – zunächst wurde für beide Spieler verboten, zwei offene Dreierreihen zu bilden. Weitere Regeländerungen erfolgten in den Jahren 1912, 1916 und 1918. 1936 ersetzte Takagi Rakuzan, der dritte japanische Landesmeister, das bis dahin verwendete Go-Brett durch das kleinere Renju-Brett. Die heute (2005) gültigen Regeln wurden im Jahr 1966 festgelegt. 
Das moderne Renju wird in Japan von der Nihon Renjusha (日本連珠社, „Japanische Renju-Gesellschaft“) gefördert, die Turniere organisiert und einige dutzend Berufsmeister beschäftigt. Wichtige Turniere sind in Japan das Nihon-Zen-Meijin-Sen, das Shin’ei-Sen und das Suizei-Sen. Großen Einfluss hat auch das japanische Renju-Magazin Renju Sekai (連珠世界, „Renju-Welt“). Viele japanische Tageszeitungen veröffentlichen im Sportteil Renju-Probleme.
Im Jahr 1977 lernte ein russischer Student Renju in Japan kennen und schrieb einen Artikel darüber in einer russischen Zeitung, worauf sich in Russland eine Spielerszene bildete. Schwedische Spieler vom Svenska Luffarschackforbundet (gegründet 1958) lernten in den 1980er Jahren die russischen Renju-Spieler kennen und übernahmen die offiziellen Regeln.
Im Jahr 1988 wurde in Schweden die Renju International Federation (RIF) gegründet, die seitdem regelmäßig Weltmeisterschaften abhält.
Lokal existieren Renju-Vereine in Armenien, Aserbaidschan, China, Estland, Finnland, Lettland, Moldawien, Polen, Russland, Schweden, Taiwan, Tschechische Republik, Usbekistan, der Ukraine, Weißrussland, den USA (Kalifornien), in Südkorea und Japan.
Die stärksten Renju-Spieler kommen zurzeit aus Estland, Russland, Japan, China und Schweden.